# Îles Ascrib
Les îles Ascrib, en anglais Ascrib Islands, en gaélique écossais Na h-Eileanan Ascrib, forment un petit archipel s'étalant dans le loch Snizort, au nord-ouest de l'île de Skye en Écosse.
L'archipel s'étire le long de la côte Est de la péninsule de Waternish de l'île de Skye en un chapelet aligné de cinq îles et plusieurs récifs baignés par les eaux du loch Snizort. L'île la plus grande, qui est aussi la plus méridionale, est South Ascrib et possède le point culminant de l'archipel à 41 mètres d'altitude. Toutes les îles sont peu escarpées et aucune n'est couverte d'arbres.
Les îles et récifs de l'archipel sont South Ascrib, Scalp Rock, Eilean Garave, Sgeir a’ Chapuill, Sgeir a’ Chuain, Eilean Creagach et Eilean Losal.
Avec l'île d'Isay située dans le loch voisin de Dunvegan, les îles Ascrib constituent depuis le 17 mars 2005 une zone spéciale de conservation (SAC : Special area of conservation) en raison de la présence de marsouins communs, (Phocoena phocoena) et de colonies reproductrices de phoques communs (Phoca vitulina).
Les îles sont la propriété de Peter Garth Palumbo, baron Palumbo, promoteur immobilier, mécène et membre du parti conservateur britannique. 